# Frøslevlejren (dokumentarfilm)
Frøslevlejren er en dansk dokumentarisk optagelse fra 1945.

## Handling
Skjulte optagelser fra Frøslevlejren under besættelsen foretaget af internerede danskere. Optagelserne dokumenterer hverdagen, deportationer og dagene omkring befrielsen. Lejren blev bygget i 1944 for at undgå deportationer af danskere til koncentrationslejre i Tyskland. Omkring 1600 Frøslevfanger blev alligevel stik imod alle aftaler sendt videre til tyske koncentrationslejre. I befrielsesdagene opstod et akut behov for interneringsmuligheder til de tusindvis af danske statsborgere, der af Modstandsbevægelsen var mistænkt for landsskadelig virksomhed. Der vises klip fra interneringen af formodede landsforræddere efter krigen, hvor lejren blev omdøbt til Fårhuslejren.